# Friedrich Ludwig Beyerhaus
Friedrich Ludwig Beyerhaus (* 12. Juni 1792 in Potsdam; † 13. Oktober 1872 in Berlin) war ein deutscher Eisengießer, Modelleur, Graveur und Medailleur.

## Biografie
Friedrich Ludwig Beyerhaus war ein Sohn des Gürtlermeisters und Wappenstechers Gisbert Ludolph Beyerhaus (1757–1828) und studierte an der Akademie in Berlin bei Leonhard Posch. Um 1810 wurde er als Modelleur in die Königlich Preußische Eisengießerei in Berlin aufgenommen, wo Wilhelm August Stilarsky sein technischer Lehrer war. 1816 wurde er in gleicher Eigenschaft an die Eisengießerei Gleiwitz berufen. Dort war er bis 1865 als erster Modelleur tätig. Für zahlreiche Figuren, Denkmäler und Plaketten lieferte er die Entwürfe. Unter seiner Leitung wurde auch die höchste Kriegsauszeichnung, das „Eiserne Kreuz“ nach dem Entwurf Karl Friedrich Schinkels umgesetzt. Zu seinen bedeutenden Schülern gehörten die Bildhauer Theodor Kalide und August Kiß.
Friedrich Ludwig Beyerhaus hatte die Brüder Louis (1790–1853), der ebenfalls für die Königliche Eisengießerei in Berlin arbeitete, und August (1805–1874), Hofgraveur in Berlin. Er heiratete 1819 in Gleiwitz die Tochter Auguste Henriette Carolina des Maschineninspektors Holtzhausen. Seine beiden Söhne, der 1820 geborene Friedrich, der Gießer und Graveur wurde, und der 1826 geborene Hermann, der Stuckateur und Bildhauer wurde, halfen am Werk des Vaters bis zu dessen Tode nachweislich mit. Im Jahre 1865 trat Beyerhaus in den Ruhestand. Sein Nachfolger wurde Wilhelm Samuel Weigelt. Beyerhaus starb 1872 beim Besuch seines Sohnes in Berlin.